# Юго-восточный регион развития Румынии
Юго-восточный регион развития Румынии (рум. Regiunea de dezvoltare Sud-Est) — один из регионов развития Румынии. Не является административной единицей, был создан в 1998 году для лучшей координации местного развития в процессе вступления Румынии в Европейский союз.

## Состав
В состав ЮВРР Румынии входят жудецы:
- Брэила
- Бузэу
- Вранча
- Галац
- Констанца
- Тулча